# 刘文金
刘文金（1937年5月—2013年6月27日），生于河北唐山，籍贯河南安阳，中国大陸民乐作曲家。刘文金曾任中央民族樂團團長、中央歌舞劇院院長（1995年－2001年），並被民乐界誉为“劉天華以来最具代表性的作曲家”。

## 生平
刘文金祖籍河南省安阳县，民國26年（1937年）5月生于河北省唐山市，幼时即随家人回到安阳生活。1951年，时年14岁的刘文金考入安阳县一所中学，他加入学校乐队后学会演奏二胡、笛子、月琴及風琴。1954年，刘文金来到河南省会郑州市就读高中，被推选为乐队队长。1956年他高中毕业后考入中央音乐学院，先后向林超夏、黄晓飞学习作曲，向吴式锴、段平泰、杨儒怀、吴祖强、王澍等学习和声、复调、作品分析、管弦乐配器等乐理；乐器方面，钢琴师从刘育和，二胡、唢呐、笙等中国民族乐器则师从陳振鐸、赵春峰。
1959年，刘文金就读大学三年级时创作钢琴伴奏的二胡独奏曲《豫北敘事曲》，次年又创作《三門峽暢想曲》，引起中国民乐圈内反响，两首曲子皆被列入高等音乐学府的二胡教材。1961年，劉文金大學畢業，隨後加入中央民族樂團，专职民乐创作，其主要作品包含板胡独奏曲《边寨之夜》、二胡齐奏曲《骑马挎枪走天下》、唢呐独奏曲《二八板》、根据琵琶古曲改编的民族管弦乐曲《十面埋伏》、民族管弦乐曲《难忘的泼水节》、《音乐会序曲》、二胡协奏曲《长城随想》、民族管弦乐曲二胡与乐队《秋韵》、竹笛与乐队《鹰之恋》等，其中二胡协奏曲《长城随想》在中华人民共和国国内外都具有很大影响，也被改编成民乐合奏曲。
1993年，《豫北叙事曲》被评为“二十世纪华人音乐经典”。1989年9月，香港中乐团推出以“从刘天华到刘文金”为标题的音乐会。2001年，劉受聘為中央大學教授。2013年6月27日晚上10時，刘文金因病於北京逝世。

## 作品
刘文金主要的作品為二胡相關作品，二胡獨奏曲《豫北敘事曲》、《三門峽暢想曲》、協奏曲《长城随想》三曲被中国民族管弦乐学会会长刘锡金譽為「经典中的经典」。其民乐合奏作品則有根据琵琶古曲改编的《十面埋伏》、《难忘的泼水节》、《音乐会序曲》、《劍魂》、《太行印象》等，協奏曲包括笙协奏曲《虹》、琵琶协奏曲《东方剑魂》、柳琴協奏曲《酒歌》等。